# Uahuka spinifrons
Espèce
Uahuka spinifrons est une espèce d'araignées aranéomorphes de la famille des Linyphiidae.

## Distribution
Cette espèce est endémique des îles Marquises en Polynésie française. Elle se rencontre sur Ua Huka vers 1 000 m d'altitude sur le mont Hitikau.

## Description
Le mâle holotype mesure 2,8 mm.

## Publication originale
- Berland, 1935 : Nouvelles araignées marquisiennes. Bernice P. Bishop Museum Bulletin, vol. 142, p. 31-63 (texte intégral).